# Anton Teichl

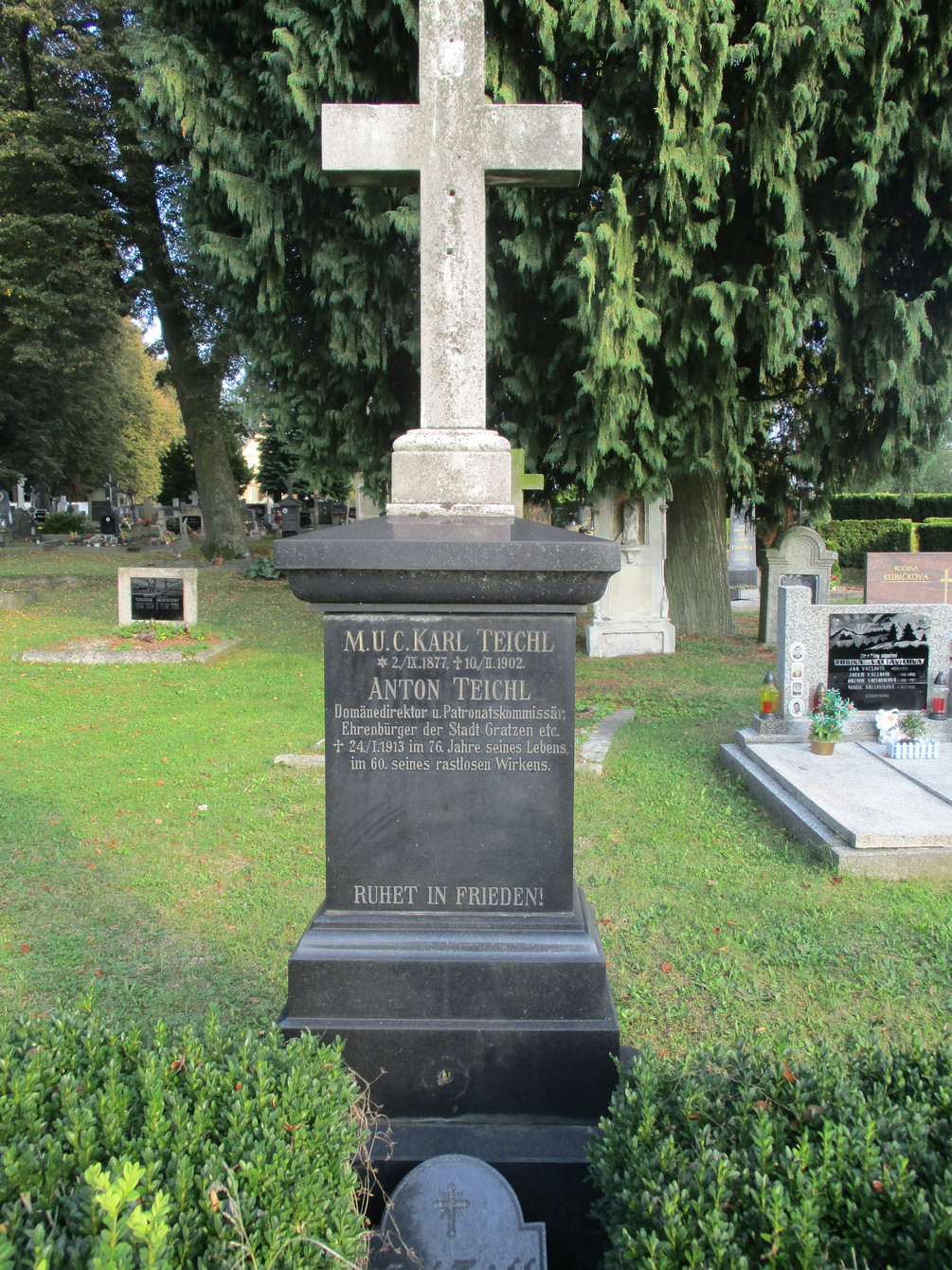
Hrob Antona Teichla

Anton Teichl (11. června 1837 Nové Hrady – 24. ledna 1913 Nové Hrady), kde se narodil, žil i zemřel a zde je i pohřben. Působil jako zámecký archivář hraběcí rodiny Buquoyů, byl zakladatel a správce novohradské veřejné obecní knihovny a regionální, německy píšící historik.

## Životopis
Anton Teichl se narodil 11. června 1837 v Nových Hradech. Jeho otcem byl Wenzel Teichl, který byl zaměstnán v buquoyských službách jako hraběcí purkrabí, matka Elisabeth (její matka byla dcerou c. k. krajského komisaře v Táboře). Anton Teichl byl nositelem Zlatého záslužného kříže s korunkou a Čestné jubilejní medaile za službu, čestný občan města, místní školní inspektor, předseda výboru místní spořitelny, člen okresního výboru v Nových Hradech a Kaplici, čestný velitel hasičského sboru jakož i zakladatel a čestný člen několika dalších spolků. Vykonal velice záslužnou práci, když napsal tři obsáhlé práce pojednávající o historii města a panství – Geschichte der Stadt Gratzen, Beiträge zur Geschichte der Stadt Gratzen a Geschichte der Herrschaft Gratzen. V předmluvě k tomu posledně jmenovanému titulu, vydanému vlastním nákladem a tištěnému u Pokorného v Budějovicích, děkuje autor v březnu 1899 v neposlední řadě také "panu profesorovi Augustu Sedláčkovi v Táboře, z jehož znamenité práce (vortrefflichen Werke) Hrady a zámky české jsem převzal početná spolehlivá data" jakož i "panu Franzi Marešovi, přednostovi knížecího schwarzenberského archívu v Třeboni (Wittingau) za jeho vysvětlení a sdělení".

## Galerie

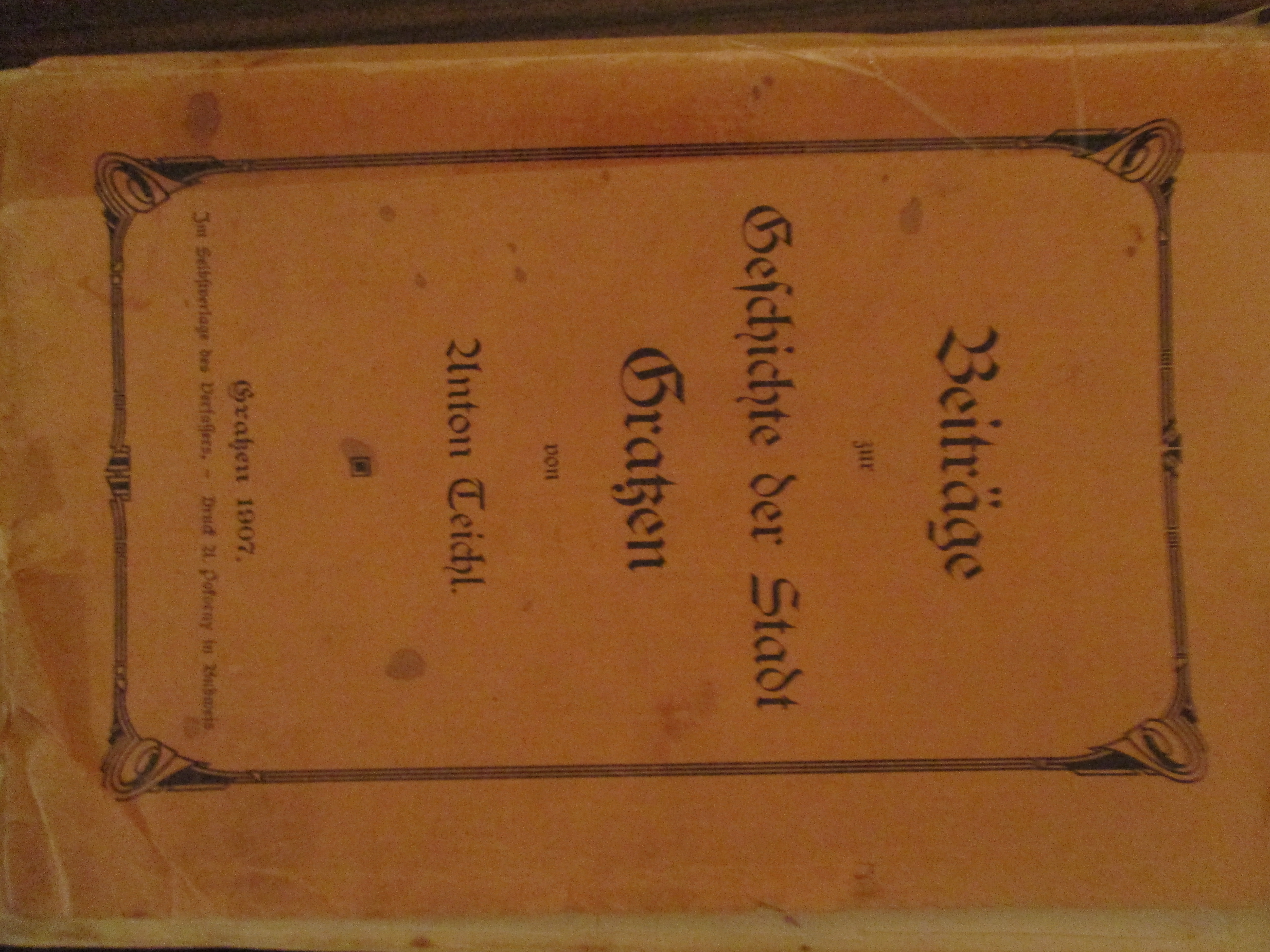
Kniha Beträge zur geschichte der stadt Gratzen
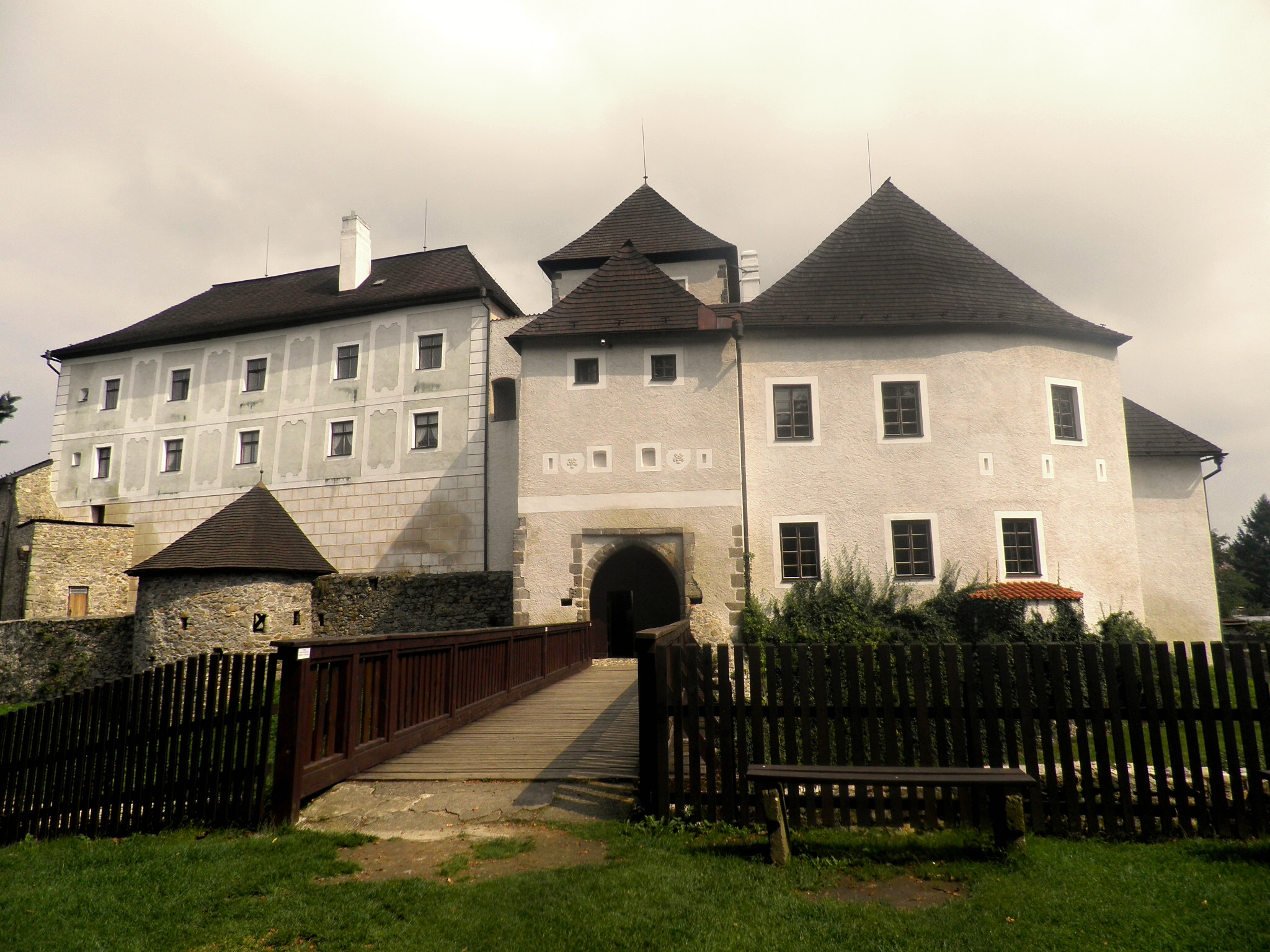
Hrad v Nových Hradech
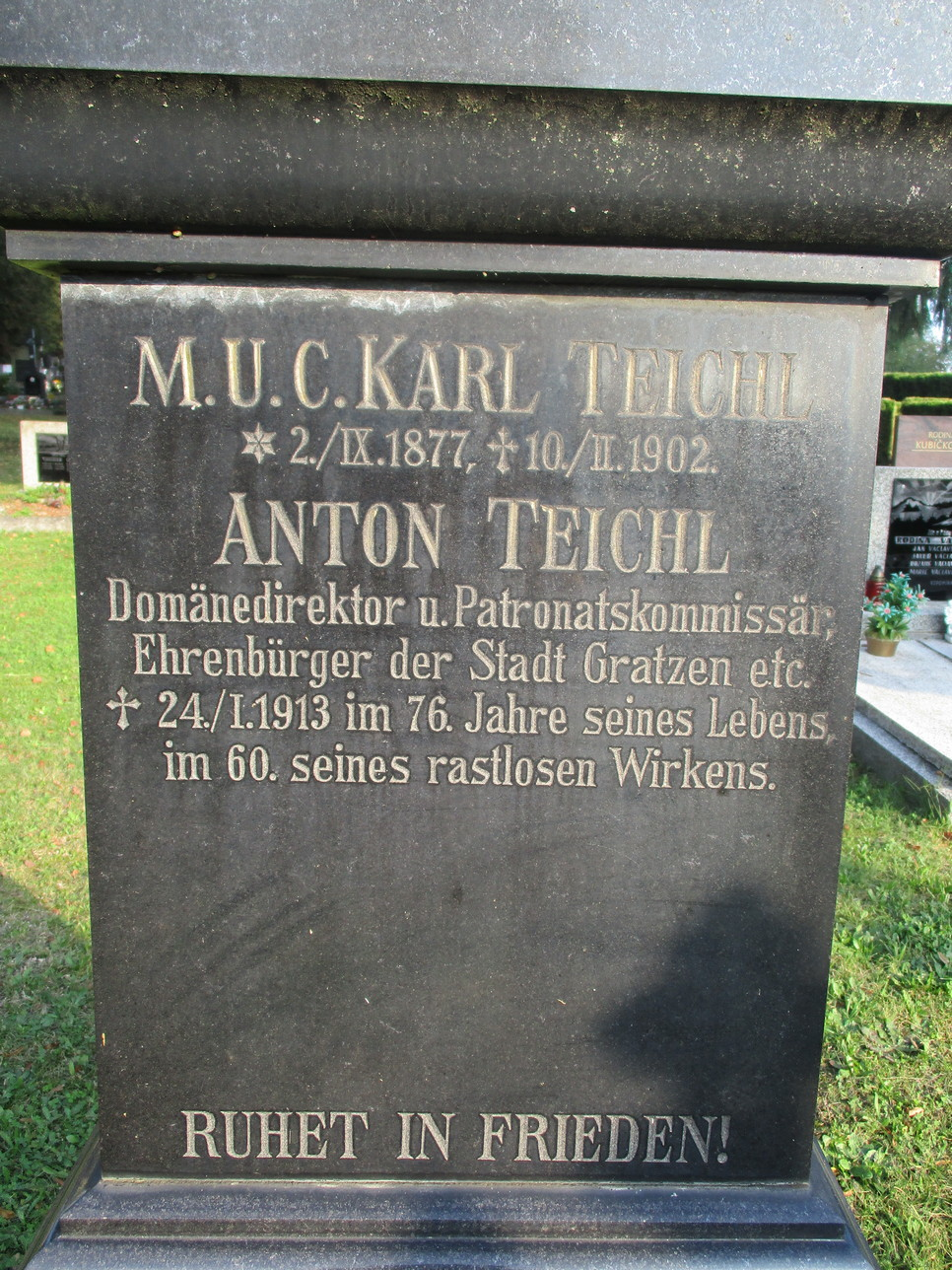
Náhrobek Antona Teichla